# Голани, Ривка
Ривка Голани (англ. Rivka Golani, 22 марта 1946, Тель-Авив) — израильская, канадская и британская альтистка, педагог. Журнал BBC включил её в число пяти крупнейших альтистов современности.

## Биография
В 1965-1971 училась в Музыкальной академии Рубина в Тель-Авивском университете у Эдёна Партоша. В 1974 переехала в Канаду, в 1983 стала гражданкой Канады. В 1987 вместе с мужем, дирижёром Томасом Зандерлингом, поселилась в Лондоне, в 1997 получила гражданство Великобритании.
Выступала с крупнейшими оркестрами мира.

## Репертуар
В репертуаре альтистки Бах, Шуман, Берлиоз, Брамс, Элгар, Бриттен, Мартину, Прокофьев, Шостакович.
Современными композиторами (среди которых – Хайнц Холлигер, Бернд Алоис Циммерман, Йодзи Юаса, Марьян Мозетич и др.) для Голани написано свыше 200 произведений.

## Педагогическая деятельность
Преподавала в университете Торонто, в Королевской академии музыки в Лондоне, Бирмингемской консерватории, в Trinity College of Music (Лондон).

## Интересные факты
Ривка Голани выступает также как художник, её выставки проходили в Израиле, Канаде, европейских странах.
Она играет на альте, дизайн которого разработал специально для неё её первый муж, лютнист Отто Эрдес.